# 李正治
李正治，台灣文學家、教育家，國立台灣大學中國文學研究所博士。致力於古典詩歌的研究及創作。為南華大學文學系創系元老，並曾在該系任教，現已退休。

## 專書著作
- 李正治，《六朝詠懷組詩研究》，花木蘭文化出版社，96.9。
- 李正治，《與爾同銷萬古愁─李白詩賞析》，偉文，1978，台北市。
- 李正治，《神州血淚行─中國古典詩歌中的亂離》，故鄉，1980，台北。
- 李正治，《煙波千里─古體詩精華選讀、注釋、賞析》，聯亞，1982，台北市。
- 李正治，《至情只可酬知己：文學與思想世界的追尋》，業強，1986，台北市。
- 李正治，譯《意識批評家》，金楓，1987，台北市。
- 李正治，主編《政府遷臺以來文學研究理論及方法之探索》，學生，1988，台北市。* 李正治，《中國詩的追尋》，業強，1990，台北市。
- 李正治，〈比興解詩模式的形成及其意義〉，《中國文學新境界－反思與觀照》，2005，341，立緒文化公司。

## 期刊論文
- 李正治，〈「下江陵」的聯想與李白的江湖行〉，《中外文學》36期，1975。
- 李正治，〈屬於大地的淡樸之美─詩經自然詩外章〉，《鵝湖》月刊2期，1975，48-49。
- 李正治，〈李白登金陵鳳凰臺〉，《鵝湖》月刊4期，1975，35-37。
- 李正治，〈李白的釣鼇意識〉，《中外文學》42期，1975。
- 李正治，〈山河大地在詩佛─王維詩的特色與成就〉，《鵝湖》月刊6期，1975，43-45。
- 李正治，〈作為文學的一種格式〉，《鵝湖》月刊11期，1976，51-52。
- 李正治，〈悲劇屈原〉，《鵝湖》月刊13期，1976，46-47。
- 李正治，〈說屈原、話漁父〉，《鵝湖》月刊16期，1976，43-49。
- 李正治，〈李賀詩裏的時間意識〉，《中華文化復興》月刊109號，1977。
- 李正治，〈疏通文學的本源〉，《鵝湖》月刊27期，1977，33-41。
- 李正治，〈風骨〉，《文訊》雙月刊18期，1985，302-305。
- 李正治，〈興趣〉，《文訊》雙月刊22期，1986，324-328。
- 李正治，〈文學與思想世界的追尋〉，《鵝湖》月刊138期，1986，46-50。
- 李正治，〈韻外之致〉，《文訊》雙月刊28期，1987，206-208。
- 李正治，〈新詩未來開展的根源問題〉，《文訊》雙月刊28期，1987，126-131。
- 李正治，〈興象〉，《文訊》雙月刊29期，1987，211-213。
- 李正治，〈中國民間處世思想的探索與批判〉，《鵝湖》月刊135期，1987，22-33。
- 李正治，〈戰爭與人性的困思─談柯波拉的「現代啟示錄」〉，《鵝湖》月刊161期，1988，30-39。
- 李正治，〈莊子「超禮遊道」型的禮樂思索〉，《鵝湖》月刊193期，1991，33-40。
- 李正治，〈墨子「以義反禮」型的禮樂思索〉，《鵝湖》月刊198期，1991，1-10。
- 李正治，〈興義轉向的關鍵─鍾嶸對「興」的新解〉，《中外文學》20卷7期，1991。
- 李正治，〈四十年來文學研究理論之探討〉，《文訊雜誌》79期，1992，5-13。
- 李正治，〈不是終結的終結〉，師大人文教育研究中心《美學研習會專輯》，1992，251-267。
- 李正治，〈辭訓之異，宜體於要〉，《國文天地》86期，1992，105-107。
- 李正治，〈史作檉「形上美學」及其對學術的啟示〉，《社會科學與中國文化》，1993。
- 李正治，〈開出「生命美學」的領域〉，《國文天地》105期(9卷9期)，1994，5-7。
- 李正治，〈走向台灣美學的研究〉，《國文天地》126期(11卷6期)，1995，4-5。
- 李正治，〈物化的社會觀〉，《鵝湖》月刊249期，1996，22-23。
- 李正治，〈周文解體與先秦諸子對禮樂價值的思索〉，《鵝湖》月刊251期，1996，14-23。
- 李正治，〈孔子「以仁貫禮」型的禮樂思索〉，《鵝湖》月刊253，1996，17-24。
- 李正治，〈老子「超禮歸道」型的禮樂思索〉，《鵝湖》月刊258期，1996，18-26。( 連結:dbook/100060031.pdf)
- 李正治，〈孟子「禮根於心」型的禮樂思索〉，《鵝湖》月刊260期，1997，12-18。
- 李正治，〈古典詩歌的符號學解析〉，《師生論壇》第一輯，2003，131-146。
- 李正治，〈《重塑現代詩：羅門詩的時空觀》序〉，《藍星詩學》2003中秋號李元貞特輯，2003，151-154。
- 李正治，〈《文心雕龍》引道入文的理論效應〉，《文學新鑰》(南華文學系學報)第6期，2007，－25，南華大學文學系。

## 其他
- 李正治，〈高中國文是否應選新詩〉，1987。[ 備註:中央副刊76.5.31]
- 李正治，〈隔離式的美感觀照─晚明清言集《醉古堂劍掃》〉，1989。[ 備註:中央副刊78.8.21]
- 李正治，〈宇宙觀破裂後的中文〉，1995。[ 備註:中央副刊84.10.12]
- 李正治，「民雄文教基金會」台灣千家詩/撰稿、擔任顧問，98.06。